# فلاديمير بارتول
فلاديمير بارتول (بالسلوفينية: Vladimir Bartol)‏ (1903 – 1967)، أديب سلوفيني، من أشهر أعماله رواية آلموت. نشرت هذه الرواية في عام 1938 وترجمت إلى لغات عديدة، وأصبحت أكثر أعمال الأدب السلوفيني شهرة في مختلف أنحاء العالم.
درس الأحياء والفلسفة في جامعة لوبلانا. والتقى بالفيلسوف السلوفيني الشاب آنذاك كليمنت يوغ، الذي عرفه بأعمال فريدريش نيتشه. وأولى بارتول اهتماما خاصا بأعمال سيجموند فرويد. تخرج في عام 1925 وتابع دراسته في سوربون. ثم خدم في الجيش الصربي. عاش فترة في بلغراد ثم عاد إلى لوبلانا، حيث بدأ العمل ككاتب مستقل. وشارك في الحرب العالمية الثانية في المقاومة الشعبية.

## من أعماله
قلعة النسور (رواية )
لوبيز (مسرحية) –
آلموت(رواية) –
دون لورينزو (قصة).